# Michio Kaku
Michio Kaku (japonsko 加来 道雄), ameriški fizik in popularizator znanosti, * 24. januar 1947, San Jose, Kalifornija, ZDA. 
Kaku deluje na področju teoretične fizike. Napisal je več knjig, pojavil se je pa tudi kot gost v več televizijskih oddajah.

## Dela
- Beyond Einstein : the cosmic quest for the theory of the universe (1995) (COBISS)
- Introduction to superstrings and M-theory (1998) (COBISS)